# Barkers of Northallerton
Barkers is een warenhuis en een meubelzaak in het Engelse Northallerton. De onderneming is in familiebezit.

## Geschiedenis
In 1882 begon William Barker, 14 jaar oud, een leerling bij een kleine stoffenwinkel genaamd Oxendales in Northallerton. Naarmate zijn carrière vorderde, werd de winkel bekend als Oxendale and Barker en uiteindelijk Barkers.
In 2020 overleed de voormalige voorzitter van het bedrijf, Charles Barker, aan kanker. 
In 2021 werden bij beide winkels zonnepanelen geïnstalleerd, naast oplaadpunten voor elektrische auto's bij de winkel aan huis en nieuwe biomassaverwarming en ledverlichting. Deze maatregelen werden genomen om de duurzaamheid te vergroten en de CO2-voetafdruk van het bedrijf te verkleinen.

## Het warenhuis
Het warenhuis, de belangrijkste divisie van het bedrijf, bevindt zich in High Street in Nordhallerton en omvat een arcade, genaamd Barker's Arcade, die kleinere winkels omvat en door het hele gebouw naar Applegarth Park loopt. De winkel biedt een uitgebreid assortiment met afdelingen voor  dameskleding, herenkleding, accessoires (schoenen, handtassen, schoonheidsproducten etc.), lingerie, kinderkleding, geschenken en beperkte huishoudelijke artikelen, van keukengerei tot beddengoed. Daarnaast heeft het warenhuis een aantal eet- en drinkgelegenheden: Barkers Kitchen, het 1882 cafe en de 1882 bistro met een capaciteit van 180 personen.

### Geschiedenis
In 2016 werden de dameskledingafdeling en het restaurant op de eerste verdieping gerenoveerd voor £ 500.000. Het gebied buiten de winkel werd opnieuw aangelegd en in 2021 werden bomen geplant om het stadscentrum te verbeteren. Charles Barker had in de jaren dat hij het bedrijf leidde bomen buiten de winkel gewild, maar deze zijn nooit geplant. 

## Barkers Home
De winkel is gebouwd in 1994 en ligt aan de rand van Northallerton net buiten de A167 en ligt in de buurt van retailers zoals Sainsbury's, B M, Wickes en Halfords. De winkel is 5.600 m² en heeft een café genaamd Tree View bij Barkers Home. Het assortiment van de winkel bestaat onder meer uit meubels, buitenmeubels, reisartikelen, huishoudelijke artikelen, vloeren, verlichting, bedden en woontextiel.

### Geschiedenis
Barkers Furnishing Store (zoals het toen heette) werd in 1994 aan de rand van Northallerton geopend. Het pand werd naast de hoofdlocatie geopend. De winkel zelf was 3.700 m² groot. In 2016 werd de winkel gerenoveerd en uitgebreid. Naast een uitbreiding van de afdelingen voegde dit ook een boekwinkel en een cadeau-afdeling toe. De winkel werd ook hernoemd van Barkers Furnishing Store naar Barkers Home. De uitbreiding kostte £ 3,5 miljoen.
Elk jaar houden de Barkers hun eigen Barkers Christmas Night. Meestal rond eind november wordt de winkelstraat afgesloten voor voertuigen en rijdt de Kerstman in een slee over de weg, zodat iedereen hem kan zien. Ouders kunnen betalen om hun kind een cadeautje van de Kerstman te laten krijgen.